# Tiroteo de Míchigan de 2021
El 30 de noviembre de 2021, un joven armado abrió fuego sobre el alumnado del Instituto Oxford en el Municipio de Oxford, Míchigan, Estados Unidos, asesinando a cuatro estudiantes e hiriendo a otros ocho, incluyendo un profesor. El perpetrador es un estudiante de 15 años.

## Hechos
Según estudiantes y padres, los rumores con respecto a amenazas de un tiroteo en masa que ocurriría en el instituto Oxford, circulaban antes del incidente, incitando a algunos estudiantes a quedarse en casa el día del tiroteo. Más temprano, en respuesta a un acto de vandalismo en que una cabeza de ciervo estuvo echada del techo escolar, los administradores escolares publicaron una nota a los padres, diciendo que estaban investigando los rumores para descartar alguna amenaza. El sheriff del condado de Oakland, Michael Bouchard dijo que su oficina no fue consciente de las amenazas creíbles con anterioridad al tiroteo.

## Tiroteo
El sospechoso según se dice utilizó una pistola semiautomática para el tiroteo. Según estudiantes, una voz sobre el intercomunicador de la escuela les alertó de la presencia de un tirador activo, y sus profesores empezaron a cerrar y hacer barricadas en las puertas, además de cubrir las ventanas, convenciéndoles de que no era un simulacro. Otros relatan haber oído fuertes ruidos, antes de darse cuenta de que eran disparos, para luego apurarse a cerrar las puertas.
A las 12:51 p. m., la policía empezó recibir la primera llamada del 9-1-1 sobre el tiroteo respondiendo a la escuela. El sospechoso fue arrestado sin armas por un diputado asignado como agente de recurso escolar y un segundo diputado quién respondió a la escena. El sospechoso presuntamente todavía tuvo siete rondas de la munición cargada a su pistola y dos cartuchos de 15 rondas cuando fue detenido por las autoridades. En una conferencia noticiosa, el sheriff del condado, Michael McCabe dijo que el hombre armado cedió sin ningún problema.
El tiroteo duró aproximadamente cinco minutos al sur del edificio de la institución. Después de que el tiroteo ocurrió, la escuela entró en un cierre total. Los alumnos fueron evacuados a Meijer, un lugar cercano. Las autoridades realizaron tres búsquedas en la escuela para localizar víctimas y evidencia. Al menos un estudiante posteó un video a redes sociales sobre la evacuación, el cual sirvió de anuncio a los diputados para evacuar su aula de manera segura.

## Víctimas
Cuatro estudiantes fueron asesinados y otras ocho personas fueron heridas, incluyendo un profesor. Las edades de las personas asesinadas eran 14, 16, 17 años.
Por la noche del 30 de noviembre, tres heridos se encontraban en condición crítica, uno de ellos utilizando un ventilador artificial; otra persona en condición reservada; tres más en condición estable;  y el profesor herido fue dado de alta después de ser tratado por una herida al hombro.
Debido a que el sospechoso es un adolescente, las autoridades se negaron a dar su nombre, pero  dijeron que el tiroteo fue durante la tarde, y el que perpetrator ha sido puesto en una prisión antisuicida, con vigilancia constante. También mencionaron que no tenían información alguna con respecto a los asuntos de conducta del sospechoso.
Un 9 mm SIG Sauer SP2022 semiautomático handgun y al menos dos cartuchos de 15 rondas fueron recuperados del sospechoso; el sheriff Michael Bouchard dijo que el padre del sospechoso había adquirido la pistola un viernes Negro, cuatro días con anterioridad al tiroteo. Basados en la recuperación del arma en la escuela, las autoridades creen al menos 12 balas fueron utilizadas durante el suceso. Aún se desconoce la forma en que tomó posesión de la pistola o cómo este ingresó al edificio escolar.

## Investigación
El Instituto estuvo siendo investigado por las autoridades, obteniendo imágenes de video de cámaras de seguridad construyendo un foco primario de detectives. Un orden de registro era también ejecutado en la casa de los sospechosos, donde un teléfono celular y otros elementos estuvieron cogidos para ser parte de la investigación alrededor del tiroteo y los sospechosos correos de medios de comunicación sociales previos.

## Respuestas
El presidente Joe Biden y la representante Elissa Slotkin, expresaron sus pésames sobre el tiroteo. La Gobernadora de Míchigan, Gretchen Whitmer dijo en una declaración que está devastado por el alumnado, personal, y familias de la escuela, llamando violencia de pistola una "crisis de salud pública". Whitmer También ordenado todas las  banderas en Míchigan para volar en medio-personal. El Capitán de la Detroit las alas Rojas ofrecieron los pésames de equipos en la "indescriptible tragedia" durante la entrevista de partido del correo en noviembre 30, cuando el equipo había aprendido sobre el incidente justo con anterioridad al juego.
Tres servicios de oración estuvieron agarrados la noche  de noviembre 30, atendido por centenares.